# 多斑新鼬鳚
多斑新鼬鳚（学名：Neobythites stigmosus），又名斑新鼬魚，为蛇鳚科新鼬鳚属的鱼类。分布于日本南部三崎以南到九州巴劳海嵴等海区以及自东中国海琉球海沟北部、西部到台湾西南部水深约200-542米海区等，属于西北太平洋水深100-542米海区的底层鱼类。该物种的模式产地在Okinawa。